# (3021) Lucubratio
(3021) Lucubratio ist ein Asteroid des Hauptgürtels, der am 6. Februar 1967 vom Schweizer Astronomen Paul Wild vom Observatorium Zimmerwald der Universität Bern aus entdeckt wurde.
Der Asteroid ist nach der lateinischen Bezeichnung Lukubration für „Nachtarbeit“, „Arbeiten bei Licht“ oder auch „Studieren bei Nacht“ benannt.